# Unicoos
Unicoos es una organización educativa y un sitio web creado en 2011 por el ingeniero español en sistemas de telecomunicación David Calle,  licenciado por la Universidad Politécnica de Madrid, basada en el canal de YouTube del mismo nombre, donde pueden encontrarse cientos de vídeos de matemáticas, física, química y tecnología, principalmente de contenidos preuniversitarios (últimos años de secundaria y bachillerato) y primeros años universitarios. Las lecciones que imparte se pueden encontrar en su página web y también en el canal de YouTube.

## Historia
Unicoos fue creado el 25 de mayo de 2011 como un canal en YouTube de vídeos de matemáticas, física, química y tecnología de Secundaria, Bachillerato y primeros cursos universitarios.
En 2014 se une al proyecto como CTO el ingeniero madrileño Francisco Alcaraz, quien empieza a trabajar junto a David en una plataforma web que mejore la experiencia de su canal de Youtube, permitiendo a los usuarios acceder al contenido más fácilmente, así como la utilización de un foro donde puedan resolver sus dudas y ayudarse entre ellos creando una comunidad de aprendizaje virtual. En diciembre de 2014 la plataforma está terminada y es lanzada oficialmente.

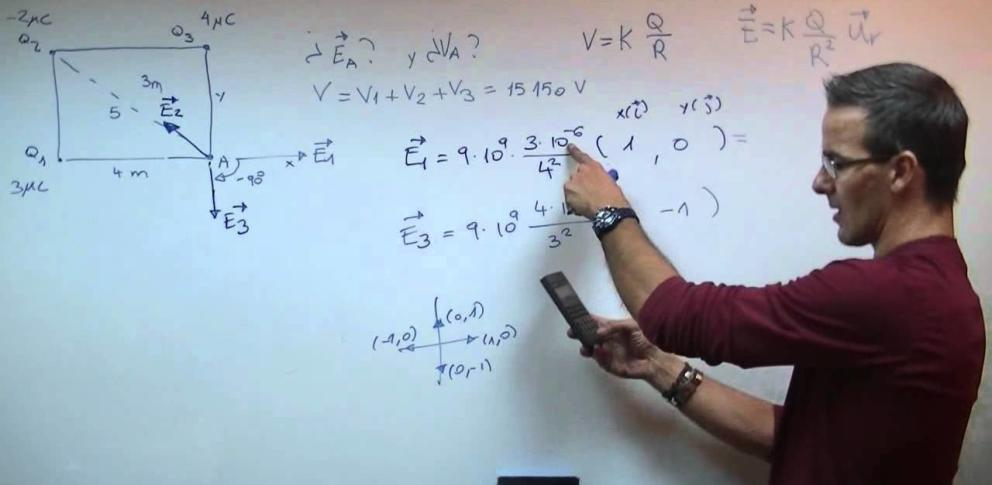
David Calle, resolviendo un ejercicio en su canal de YouTube

En septiembre de 2016 se presenta Unicoos 3.0.,  versión que añade funcionalidades tales como material adicional, chat y exámenes de autoevaluación para usuarios de pago (llamados usuarios PRO).

## Reconocimientos
- En diciembre de 2012, en su última edición, Google reconoció a Unicoos como YouTube NextUp, uno de los 25 canales de YouTube con mayor proyección en Europa.[2]
- En junio de 2013, Unicoos fue el proyecto más votado en el OPEN BBVA OPEN TALENT.[3]
- En mayo de 2014, Unicoos fue elegido por la Fundación Telefónica entre las Top 100 Innovaciones Educativas del mundo en el contexto de su Desafío Educación 2014.[4]
- En diciembre de 2016, Unicoos recibe el Premio Bitácoras al canal con mayor impacto en España.[5]
- A comienzos de 2017, David Calle quedó entre los 10 finalistas que optaban al Global teacher Prize, el premio de profesores a lo largo del mundo.